# 1264
1264 (MCCLXIV) var ett skottår som började en tisdag i den julianska kalendern.

## Händelser

### Okänt datum
- Slaget vid Lewes utkämpas.
- Simon av Montfort, greve av Leicester, tillfångatar Henrik III av England och inkallar i parlamentet 1265 representanter för grevskapen och städerna.

## Födda
- Clemens V, född Raymond Bertrand de Got, påve 1305–1314 (född omkring detta år eller 1260).

## Avlidna
- 2 oktober – Urban IV, född Jacques Pantaléon, påve sedan 1261.
- Brand Jónsson, isländsk biskop.